# Blagovijest
 Ovo je glavno značenje pojma Blagovijest. Za druga značenja pogledajte Blagovijest (razdvojba).
Blagovijest ili Navještenje Gospodinovo (lat. Annuntiatio) je biblijski novozavjetni događaj u kojemu je arkanđeo Gabrijel navijestio Svetoj Mariji njezino bezgrešno začeće Isusa po Duhu Svetom.
To je ujedno i kršćanski blagdan kojim se obilježava taj događaj. Slavi se 25. ožujka, devet mjeseci (trajanje trudnoće) prije Božića. Ponekad se slavi kasnije, ako pada na Cvjetnicu ili na svagdan u Velikom tjednu prije Uskrsa. Slavi se u korizmi, čime se naglašava radost zbog začeća, ali i žalost zbog Isusove muke.[nedostaje izvor] Na Blagovijest se obilježava i Dan svetosti života.

## Etimologija
Grčka riječ εὐαγγέλιον (euangélion: "dobra vijest"), od εὖ (eû: "dobro") + άγγελος (ángelos: "glasnik", "vijest"), s odgovarajućim glagolom εὐαγγελίζομαι (euangelízomai: "javljati dobru vijest"), kalkirana je u staroslavenskom kao благовѣщение (blagověštenie), s glagolom благовѣстити (blagověstiti). Na srednjojužnoslavenskom govornom području od 14. stoljeća javlja se varijanta благовѣсть (blagověstь) kao naziv za blagdan, oblik vjerojatno izveden iz staroslavenskog glagola, te od kojeg potječe i suvremeni suvremeni hrvatski Blȁgovijēst.

## Biblijska pripovijest
U Bibliji, Blagovijest je opisana u Evanđelju po Luki, 1:26-38:
U šestome mjesecu posla Bog anđela Gabriela u galilejski grad imenom Nazaret k djevici zaručenoj s mužem koji se zvao Josip iz doma Davidova; a djevica se zvala Marija. Anđeo uđe k njoj i reče: »Zdravo, milosti puna! Gospodin s tobom!« Na tu se riječ ona smete i stade razmišljati kakav bi to bio pozdrav. No anđeo joj reče: »Ne boj se, Marijo! Ta našla si milost u Boga. Evo, začet ćeš i roditi sina i nadjenut ćeš mu ime Isus. On će biti velik i zvat će se Sin Svevišnjega. Njemu će Gospodin Bog dati prijestolje Davida, oca njegova, i kraljevat će nad domom Jakovljevim uvijeke i njegovu kraljevstvu neće biti kraja.«
Nato će Marija anđelu: »Kako će to biti kad ja muža ne poznajem?« Anđeo joj odgovori: »Duh Sveti sići će na te i sila će te Svevišnjega osjeniti. Zato će to čedo i biti sveto, Sin Božji. A evo tvoje rođakinje Elizabete: i ona u starosti svojoj zače sina. I njoj, nerotkinjom prozvanoj, ovo je već šesti mjesec. Ta Bogu ništa nije nemoguće!«
Nato Marija reče: »Evo službenice Gospodnje, neka mi bude po tvojoj riječi!« I anđeo otiđe od nje.
(prev. Bonaventura Duda i Jerko Fućak)
Marija u to vrijeme još nije živjela sa svojim zaručnikom Josipom, i s njime nije imala spolnoga odnosa ("poznavala muža"). Prema mnogim teolozima, kad Marija izgovara rečenicu "Evo službenice...", začet je Isus. Riječi kojima se arkanđeo obraća Mariji koriste se na početku molitve "Zdravo Marijo", a Marijine riječi kojima prihvaća Božji naum u molitvi Angelus ("Evo službenice Gospodnje, neka mi bude po riječi tvojoj!").
Kraće navještenje Josipu je opisano u Evanđelju po Mateju (1:18-25). Drugačiji opis dat je u apokrifnom Jakovljevom protoevanđelju (2. st.): prvo Gabrijelovo obraćanje dogodi se dok Marija odlazi na bunar po vodu, na što se ona prestraši, vrati u kuću i stane presti purpurnu nit za zastor za Gospodinovo Svetište, kako su joj svećenici bili naložili. Tada joj se Gabrijel obraća po drugi put, te ostatak pripovijesti slijedi Lukin opis. Sličnu pripovijest donosi i Pseudo-Matejevo evanđelje (7. – 9. st.).

## Povijest
Blagovijest se u Crkvi slavi barem od 6. st., iz kojega potječe zapis sv. Abrahama Efeškog o slavlju svetkovine u Crkvi.
U Nazaretu se nalaze katolička Bazilika Navještenja Gospodinova i pravoslavna Crkva Sv. Gabrijela, za koje različite tradicije smatraju da se nalaze na mjestu kuće u kojoj se dogodilo Navještenje.
Prema predaji zapisanoj u 15. st., Marijina kuća nalazila se u Nazaretu do kraja 13. stoljeća. Tada joj je od Muslimana prijetilo rušenje pa su je anđeli prenijeli na Trsat u Hrvatsku. Na Trsatu je bila od 10. svibnja 1291. do 10. prosinca 1294. Tada su je anđeli odnijeli u Loreto u Italiju, gdje je i danas, u Bazilici Svete Kuće (Basilica della Santa Casa). Za utjehu, papa Urban V. 1367. godine šalje na Trsat čudotvornu sliku Majke Božje imena „Majka milosti”. Predaja kaže da je sliku osobno naslikao sv. Luka Evanđelist.[nedostaje izvor]

## U likovnoj umjetnosti
Navještenje je jedna od najvažnijih i najčešćih tema kršćanske umjetnosti. Najstarijim prikazom Navještenja uglavnom se smatrala rimska freska u Priscillinoj katakombi iz 3. ili 4. st. Međutim, dovedeno je u pitanje prikazuje li freska dotičnu temu, a u novije vrijeme je kao potencijalni prvi prikaz Navještenja interpretirana freska iz trećestoljetne crkve u Duri-Europos.
Kroz povijest je često korištena motivika iz apokrifnih evanđelja. U bizantskoj umjetnosti uobičajen je bio prizor Gabrijelova obraćanja Mariji na bunaru. Od 5. st. pojavljuje se i motiv Bogorodičinog prenja. Od 13. st. na području Katoličke crkve Bogorodica je često prikazivana s knjigom, čime se naglašavala njena pobožnost (u skladu s Pseudo-Matejem, koji je govorio o njenoj posvećenosti proučavanju Božjeg zakona) i ukazivalo na srednjovjekovnu interpretaciju po kojoj je u trenutku Gabrijelova obraćanja Marija razmatrala stih proroka Izaije: "Evo, začet će djevica i roditi sina" (Iz 7:14). Nakon srednjeg vijeka apokrifna ikonografija se povlači iz upotrebe. Od drugih motiva, česti su golubica i zrake svjetla kao simbol Duha Svetog ("Duh Sveti sići će na te i sila će te Svevišnjega osjeniti.") i ljiljan, često u Gabrijelovoj ruci, kao simbol Marijinog djevičanstva i čistoće.

## Galerija slika
- Mozaik u Katedrali sv. Sofije u Kijevu (11. st.)
- Bizantska ikona, Samostan svete Katarine na Sinaju (13. st.)
- Njemačka minijatura (~1275.)
- Giotto di Bondone, Navještenje, lijevi trokut iznad lȗka u Kapeli Scrovegni: Gabrijel (1306.)
- Giotto di Bondone, Navještenje, desni trokut iznad lȗka u Kapeli Scrovegni: Marija (1306.)
- Simone Martini i Lippo Memmi, Navještenje (1333.)
- Jan van Eyck, Navještenje (1434.)
- Fra Angelico, Navještenje sa Svetim Petrom Mučenikom (1439. – 1443.)
- Leonardo da Vinci, Navještenje (1472. – 1476.)
- Pietro Perugino, Navještenje iz Fana [it] (1489.)
- Albrecht Dürer, Navještenje (~1510.)
- Nikola Božidarević, Navještenje (1513.)
- Matthias Grünewald, krilo Isenheimskog oltara (1512. – 1516.)
- El Greco, Navještenje Gospodinovo (1575.)
- Caravaggio, Navještenje (~1608.)
- Rubens, Navještenje (1628.)
- Dante Gabriel Rossetti, Ecce Ancilla Domini! (1850.)

## Vanjske poveznice
|  | Wikizvor ima izvorni tekst Gle, Anđeo blagovjesnik |

| Portal:Kršćanstvo | Portal: Kršćanstvo |